# Hamza Humo
Hamza Humo (Mostar, 30. prosinca 1895. – Sarajevo, 19. siječnja 1970.), bio je bosanskohercegovački književnik
bošnjačkog podrijetla. Stric je političara Avde Hume.

## Životopis
Hamza Humo je rođen 1895. godine u Mostaru. Potječe iz ugledne obitelji iz koje je bio i alhamijado pisac Omer ef. Humo. U rodnom gradu je pohađao mekteb, osnovnu školu i gimnaziju. Godine 1914. godine, nakon Sarajevskog atentata, biva uhićen, a zatim interniran u Mađarsku (Komarovo), a 1915. je mobiliziran u austrijsku vojsku. Do kraja rata je služio kao pisar i tumač u bolnici u Beču. Nakon rata vraća se u Mostar i maturira, a potom odlazi na studij povijesti umjetnosti u Zagreb, potom u Beč i konačno u Beograd.
U Zagrebu se druži s mladim pjesnicima Antunom Brankom Šimićem, Ulderikom Donadinijem i zemljakom Nikom Milićevićem i sam oduševljen ekspresionističkim pokretom. Godine 1919. javlja se prvim književnim ostvarenjem, zbirkom pjesama Nutarnji život. Pet godina kasnije, Humo objavljuje zbirku Grad rima i ritmova, kojom se odmiče od školski naučene poetike sablasnog ekspresionizma i primiče čulnom misteriju prirodnog opstojanja. U proznim je djelima s naglašenim lirizmom opisao raslojavanje bošnjačkog svijeta u rodnome hercegovačkom okolišu, utkivajući folklorne i slavensko-bogumilske mitove. Za razliku od Bašagića i Đikića, koji su uglavnom ponavljali formalno-stilske obrasce sevdalinke i balade u tonovima lirske usmene tradicije, Humo se oslobađa vezanog stiha, a pored očaranosti usmenom tradicijom, zbirkom S ploča istočnih ne odriče se ni vrijednosti koje je gajila poezija Bošnjaka na orijentalnim jezicima.
Pisao je pjesme, pjesme u prozi, pripovijetke, romane, dramske tekstove, članke, prikaze i reportaže i objavljivao ih u časopisima i listovima Misao (Beograd 1920. – 1923., 1925. – 1926., 1931. – 1932.), Beogradski dnevnik (1922.), Budućnost (1922. – 1923.), Narod (1922. – 1925.), Novosti (Beograd 1922. – 1923., 1929.), Srpski književni glasnik (Beograd 1922., 1925., 1927., 1936.), Književni pregled (1923.), Tribuna (Beograd 1923.), Zabavnik (1923. – 1924.), Gajret (1924. – 1930., 1932. – 1935., 1937. – 1938., 1940.), Ilustrovani list (Beograd 1924.), Prosveta (Beograd 1924., 1928., 1932. – 1933., 1939. – 1941.), Belgrader Zeitung (1925.), Reč (Beograd 1925. – 1926.), Vijenac (1925. – 1927.), Zagreber Tagblatt (1925. – 1926.), Letopis Matice srpske (Novi Sad 1926. – 1927.), Morgenblatt (1926. – 1927., 1930. – 1931., 1934.), Naša domovina (Beograd 1926.), Reč i slika (Beograd 1926. – 1927.), Sloboda (1926. – 1927.), Zora (1926.), Politika (Beograd 1927. – 1941.), Pregled (1927. – 1931., 1934. – 1935.), Sloga (1927.), Večernja pošta (1927.), Književni sever (Subotica 1928.), Trgovinski glasnik (Beograd 1928.), Bosanska pošta (1929.), Glas naroda (Beograd 1929.), Jugoslovenska pošta (1929., 1932. – 1934.), Novo doba (1929.), Život i rad (Beograd 1929.), Riječ (1930.), La Yougoslavie (Beograd 1932.), Nedelja (Beograd 1932., 1935.), Pravda (Beograd 1933. – 1934., 1936. – 1937.), Ideje (Beograd 1934.), Štampa (Beograd 1934.), Vreme (Beograd 1934., 1936. – 1937.), Pomorski Lloyd (Beograd 1935.), Jugoslovenske pariske novine (Pariz 1936.), Bulletin d’Informations économiques (Beograd 1937.), Jugoslavija (1937. – 1939.), Jugoslovenska stručna štampa (Beograd 1937.), Ošišani jež (Beograd 1937.), Donauzeitung (Beograd 1941.).
U vremenu između dva svjetska rata, kada piše najplodnije i najintenzivnije, objavio je vise pjesničkih knjiga i svoje najznačajnije djelo, lirski roman Grozdanin kikot (1927.), koje će doživjeti više izdanja i biti prevedeno na mnoge jezike. Od 1923. godine uređuje list Zabavnik, a od 1923. do 1931. urednik je časopisa Gajret, a potom sve do rata novinar je Politike. Drugi svjetski rat provodi u Cimu pokraj Mostara. Od 1945. godine uređuje bošnjački list Novo doba, potom je urednik Radio Sarajeva i ravnatelj Umjetničke galerije Bosne i Hercegovine. Po motivima romana Adem Čabrić snimljena je televizijska serija pod nazivom Kože.
Umro je u Sarajevu, 19. siječnja 1970. godine.

## Priznanja
- Nagrada Srpske akademije znanosti u Beogradu
- Dvadesetsedmojulska nagrada SR Bosne i Hercegovine za životno djelo

## Djela
- Nutarnji život (1919.)
- Strasti (1923.)
- Grad rima i ritmova (1924.)
- S ploča istočnih (1925.)
- Grozdanin kikot (1927.)
- Pod žrvnjem vremena (1928.)
- Od prelaza na Islam do novih vidika (1928.)
- Slučaj Raba slikara (1930.)
- Pripovijetke (1932.)
- Ljubav na periferiji (1936.)
- Zgrada na ruševinama (1939.)
- Za Tita (1946.)
- Pjesme (1946.)
- Hasan opancar (1947.)
- Adem Čabrić (1947.)
- Poema o Mostaru (1949.)
- Tri svijeta (1951.)
- Perišićeva ljubav (1952.)
- Izabrane pjesme (1954.)
- Hadžijin mač (1955.)
- Sabrana djela (1976.)
- Jablan do neba (1980.)
- Izbor iz djela (1982.)

## Vanjske povezice
- Hamza Humo